# Vicente Crevea Cortés
Vicente Crevea (y) Cortés (Cocentaina, 16 de agosto de 1812 - Alicante, 23 de septiembre de 1879) fue un compositor y maestro de capilla español.

## Vida
Vicente Crevea y Cortés nació en Cocentaina, actualmente en la provincia de Alicante, el 16 de agosto de 1812. Hijo de Vicente Clavea, de origen italiano, la familia castellanizó posteriormente su apellido a Crevea. Inició su formación musical en su ciudad natal bajo la tutela de su padre, así como del presbítero Vicente Fernando y del organista de la iglesia del Salvador, José Moltó. A los ocho años realizó en esa iglesia su primera actuación pública. Entre 1829 y 1833 se trasladó a Valencia, donde cursó estudios de órgano, piano y la composición bajo la dirección de Pascual Pérez Gascón.
En 1836, Vicente Crevea se encontraba en Alicante, donde sustituyó al organista José Garrigós en la Colegiata, tras el traslado de este último a la plaza de contralto de la capilla de música durante la dirección del maestro Vasco. Más dedicado a la enseñanza que a la composición, Crevea consagró gran parte de su carrera a la formación musical.
Tras el fallecimiento del maestro Vasco, el 26 de marzo de 1844 Crevea fue nombrado maestro interino de la Colegiata de Alicante, mientras continuaba desempeñándose como organista. En 1849 confió el puesto de organista a su hermano, Miguel. La situación de interinidad se prolongó hasta 1848, cuando el cabildo reconoció su labor para preservar la capilla de música concediéndole el magisterio. En 1852, la capilla contaba con dos violines, dos clarinetes, dos trompas, dos trombones, una flauta, un oboe, porte de atriles y contrabajo. Sin embargo, en 1854, el cabildo no aprobó el nuevo plan propuesto por Crevea para la reorganización de la capilla. Ante la falta de apoyo institucional, el desinterés del ayuntamiento, los conflictos políticos y los problemas financieros —incluida una deuda de veinte meses de salario—, Crevea presentó su renuncia al magisterio el 13 de marzo de 1855.
Fue un compositor notable, que disfruto de cierto prestigio. Su actividad compositora disminuyó mucho tras su abandono del magisterio y se dedicó principalmente a la música profana. Mantuvo la docencia de la música durante toda su vida, hasta que la vejez le obligó a dejarlo.
Falleció el día 23 de septiembre de 1873. Baltasar Saldoni cita las palabras de un músico alicantino sobre Crevea, «[e]ra el mejor profesor que habia en ésta. Su muerte ha sido muy sentida generalmente por todos los que le conocian, y por mí en particular, por la amistad que nos profesábamos».

## Obra
Presenta un estilo romántico, tendente a la sencillez y una expresividad intimista.
Pederell menciona entre las composiciones de Crevea las siguientes en el Archivo de San Nicolás:
- Misa en fa mayor, a 4 y 8 voces, con órgano obligado.
- Dos Misereres, a 4 y 8 voces, a grande orquesta.
- Dos Magníficat, a 5 voces, con violines y órgano.
- Dos Dixit Dominus, a 4 y 5 voces, violines y órgano.
- Motete Memento, a 4 voces y órgano.
- Villancico de Navidad, a 4 voces y órgano.

Escribió además alguna música para piano y piano y canto, especialmente un Nocturno, y algunas romanzas de salón.